# 人参湯
人参湯（にんじんとう）は、漢方薬の一種である。出典は『傷寒論』、『金匱要略』。

## 構成生薬
人参、白朮、乾姜、甘草

## 効能・効果
虚弱体質や衰弱による体力低下、消化器系機能の低下などに用いる。

## 適応症
急性・慢性胃腸カタル、胃アトニ―症、胃拡張、つわり、萎縮腎

## 禁忌
アルドステロン症、ミオパシー、低カリウム血症のある患者

## 相互作用

### 併用注意
次の薬剤との併用により、偽アルドステロン症、ミオパシーが出現しやすくなる。
1. 甘草含有製剤
2. グリチルリチン酸及びその塩類を含有する製剤
3. ループ系利尿剤
4. チアジド系利尿剤

## 副作用
次の副作用がある。

### 重大な副作用
偽アルドステロン症、ミオパシー

### その他
過敏症（発疹、蕁麻疹）

## 注意事項
高齢者は生理機能の低下、妊産婦、小児は安全性が未確立のため、注意が必要である。

## 関連する方剤
- 桂枝人参湯：（人参湯＋桂皮）
- 附子理中湯：（人参湯＋附子）